# 고체 로켓

고체 로켓(固體 - ,영어: solid-propellant rocket, solid rocket)은 고체 추진제를 사용하는 로켓이다.
연소실은 동시에 추진제의 창고이기도 하므로 구조가 간단하다. 연소가 균일하고 신속하게 전해지도록 추진제 내부에 적당한 형상의 공동(空洞)을 만들어 둔다. 공동의 형태는 연소가 진행되더라도 연소면적이 거의 달라지지 않도록 설계한다. 내부 온도는 2,500 ~ 3,000℃, 압력은 40 ~ 50기압이 된다.

## 추진제
로켓연료는 크게 액체연료와 고체연료가 있다. 로켓 추진제는 연료와 산화제를 내부에 탑재하는데, 고체연료와 고체산화제를 사용하는 것을 고체추진제라고 하며, 보통 고체연료라고 하면 고체추진제를 말한다.
고체 추진제에는, 연료성분과 산화성분이 균질하게 결합된 더블베이스형과 산화제를 연료로 반죽하여 굳게 한 콤포지트형이 있다.

## 비추력
로켓 연료의 효율성을 나타내는 단위이다. 1 kg의 연료가 1초 동안 연소될 때의 추력을 말한다. 단위는 초로 기호는 Isp로 나타낸다. 비추진제소모량(specific propellant consumption)의 역수(逆數)에 해당한다. 비추력의 값이 클수록 추진제의 성능은 좋다.
아폴로 우주선을 쏘아 올린 새턴 5형 로켓의 제1단(S-1C)의 액화산소·케로신(등유)은 270초 정도, 제2, 3단의 액화산소 ·액화수소는 350초 정도, 또 액화플루오린·액화수소에서는 365초 정도이다.
고체연료는 액체연료에 비해 다음과 같은 장점이 있다.
- 고체로켓은 액체 방식보다 기술적 진입 장벽이 낮다. 고체엔진을 탑재한 발사체는 액체엔진 발사체 보다 구조가 상대적으로 단순해서다. 누리호의 KRE-075 액체엔진의 경우 전체 부품 수는 약 1200개에 달한다. 고체로켓에 2~3배가 넘는다.
- 고체로켓은 구조가 단순해 개발기간도 짧고 비용도 대폭 줄일 수 있다.
- 고체로켓은 액체로켓 보다 가볍다.

## 단점
고체연료는 액체연료에 비해 다음과 같은 단점이 있다.
- 비추력(1㎏의 연료가 1초 동안 연소할 때의 추력)이 액체추진제보다 낮다.
- 추력 조절이나 중단이 안 된다.
- 민간용 우주로켓 보다는 군사용 ICBM에 주로 사용된다.

## 나로호 킥모터
한국은 나로호 킥모터를 개발하여, 역사상 최고의 비추력을 갖는 고체연료 개발에 성공했다.

## 직경
고체연료엔진의 직경이 클수록 출력이 높으며, 더 무거운 화력을 미사일에 탑재할 수 있다.
2013년 9월 14일, 일본이 엡실론 로켓을 최초로 시험발사했다. 고체로켓의 직경은 2.5m, 추력 220톤이었다.
2016년 8월 3일, 중국항천과기그룹(CASC) 제4연구원은 2014년 연구팀을 조직해서 직경 3m의 고체연료엔진을 개발해왔다. 추력 150톤이다. 연구팀 팀장은 1978년생인 왕젠루(王健儒)로 10여년 이상 고체연료엔진 개발을 담당해왔다. 왕 팀장은 "고체연료엔진의 직경을 크게 하려면 상당한 수준의 용접기술과 절열(绝热)기술 등이 필요하다"고 소개했다.
2019년 12월 7일, 북한이 동창리 발사장에서 진행한 ‘대단히 중대한 시험’은 기존의 액체 연료 엔진 시험을 위한 고정식 발사대가 아닌 ‘이동식 발사대’에서의 ‘고체 연료 엔진 시험’이었다고 군 내부 소식통이 재차 밝혔다. 이번 시험에 쓰인 고체연료 엔진의 직경은 2.8m에 해당하는 것으로 전해졌다.
2021년 10월 20일, 중국이 “세계 최대, 최고 기술”의 고체연료 로켓 엔진 시험에 성공했다고 밝혔다. 중국 관영 CCTV 등의 보도를 종합하면, 국영 중국항천과기집단(CASC)에 딸린 항천동력기술연구원은 전날 자체 개발한 추진력(추력) 500t급 고체연료 로켓 엔진 시운전을 성공적으로 마감했다. 엔진의 직경은 3.5m로 알려졌다.
- Motors 260 SL-1, 직경 6.63m(261인치), 추력 1587톤
- Motors 260 SL-2, 직경 6.63m(261인치), 추력 1587톤

## 한미 미사일 지침
2020년 7월 28일, 청와대 김현종 국가안보실 2차장은 오후 브리핑을 통해 "한미 미사일 지침 (제4차) 개정으로 우주 발사체에 대한 고체연료 사용 제한이 해제됐다"고 밝혔다.
반면에, 일본은 태평양 전쟁 패전 후에도, 우주로켓 고체연료 개발에 아무런 미국의 규제가 없었다. 람다 4S는 도쿄대학 우주항공연구소가 개발한, 일본 최초의 우주발사체이다. 4단 고체로켓이다. 1966년 9월 26일 초도비행했으며, 1970년 2월 11일 일본 최초의 인공위성 오스미 위성을 발사하는데 성공했다.
미국은 일본에는 일체 규제하지 않던 고체연료 우주로켓 개발을, 한국에는 계속 규제해 오다가, 2020년에서야 규제를 해제했다.

## 같이 보기
- 미사일 목록
- 우주발사체 목록
- 불꽃놀이
- 대륙간 탄도 미사일